# Militärsiedlung Sommerein
Militärsiedlung Sommerein ist eine Siedlung in der Marktgemeinde Sommerein im Bezirk Bruck an der Leitha in Niederösterreich.
Die vor der Wallenstein-Kaserne liegende Siedlung gehört wie die Wallenstein-Kaserne selbst zur Gemeinde Sommerein, obwohl die Kaserne stets mit der knapp westlich liegenden Gemeinde Götzendorf an der Leitha in Zusammenhang gebracht wird. Die Militärsiedlung war früher ein Teil der Kaserne, danach wurden Dienstwohnungen für Offiziere und Bedienstete errichtet und ab 2001 wurden nicht mehr benötigte Teile der Siedlung an Private verkauft. Dies stieß jedoch auf Schwierigkeiten, da im einstigen Militärareal essentielle Fragen wie jene der Wasser- und Kanalversorgung nicht geklärt werden konnten. Schon für die bislang an die in der Kaserne situierte Militärkläranlage angeschlossenen Liegenschaften wollte die Finanzprokuratur keine Garantie übernehmen, den Kanal auch im Falle einer Auflassung der Kaserne zu übernehmen und lehnte es daher vorweg an, den unbebauten Grundstücken einen unbefristeten Anschluss an den Kanal zu gestatten. Den Eigentümern wurden nur jährlich kündbare Verträge für einen Anschluss an das Kanalnetz angeboten. Die Gemeinde wollte ohne Lösung der Abwasser-Entsorgungsfrage keine Baubewilligungen erteilen und lehnte es aus Kostengründen ab, selbst einen Kanal zu errichten.
Am 1. April 2020 umfasste die Siedlung 76 Gebäude.